# تامارا هوهانیسیانتس
تامارا موشغی هوهانیسیانتس (آوانسیانتس) (ارمنی: Թամարա Մուշեղի Հովհաննիսյանց (Ավանեսյանց)؛  ۱۷ نوامبر ۱۹۲۸ – ۲۴ دسامبر ۲۰۰۸) یک بازیگر اهل ارمنستان بود. وی بین سال‌های - تا - میلادی فعالیت می‌کرد.

## زندگی‌نامه
وی در ۱۷ نوامبر ۱۹۲۸ در سمرقند به دنیا آمد و از انستیتو دولتی فرهنگ و هنر ازبکستان فارغ‌التحصیل شد.  وی در ۲۴ دسامبر ۲۰۰۸ در سن ۸۰ سالگی درگذشت.